# Franz Goltsch
Franz Goltsch (* 8. November 1865 in Laibach; † 13. Januar 1921 in Wien) war ein österreichischer Schriftsteller und Dichter.

## Leben
Als Sohn eines Schuhmachermeisters geboren, studierte Goltsch nach dem Besuch des Gymnasiums Germanistik in Wien und Graz. Während seines Studiums war er 1884 einer der Gründer der Burschenschaft Carniola Graz. 1893 wurde er in Graz zum Dr. phil. promoviert. Ab 1886 stand er im Dienst der Steiermärkischen Landesbibliothek am Joanneum, zuerst als Scriptor, später als Oberbibliothekar. 1889/90 war er im Ausschuss des Vereins Südmark, legte jedoch diese Tätigkeit nieder, da ihm der Verein zu radikal wurde. Von 1900 bis 1905 gehörte er dem Grazer Gemeinderat an. Insbesondere in Volkstumsfragen war er in engem Kontakt mit Edward Samhaber.

## Ehrungen
Sein Name befindet sich auf dem Dichterstein Offenhausen.

## Veröffentlichungen
- Christian Gottlob Klemm. 1736–1802. Dissertation Universität Graz 1893.
- Volk und Heimat. Gedichte eines krainischen Deutschen. Leipzig 1893.
- Jung Diethelm. Gedicht. Vertont von Heinrich Zöllner, Op. 98 Nr. 1. Mainz 1909.
- Jung Diethelm. Die Sonnenwendnacht im schweigenden Tann. Gedicht. Vertont von Christian Sinding, Op. 109 Nr. 4. Leipzig 1911.
- Jung Diethelm Gedicht. Zusammengestellt von Joseph Renner junior, Op. 66 Nr. 1, vertont von Singer Pur, Album Sagenhaft! (25 Jahre Singer Pur). 2017.[1]